# Eduardo Coll y Masadas
Eduardo Coll y Masadas (1824-1890) fue un economista y profesor español.

## Biografía
Nacido en Barcelona en 1824, siguió la carrera de leyes hasta el doctorado. En 1856 fue nombre catedrático de economía política, en 1860 de geografía y estadística comercial de la Escuela de Comercio agregada al Instituto de Barcelona, y después de economía política y legislación mercantil e industrial. En 1887 fue nombrado director de la Escuela Superior de Comercio, cargo que desempeñó hasta su deceso en 1890. Publicó varias memorias, discursos y obras.